# جزيرة صنافير
جزيرة صنافير أو جزيرة صنافر هي جزيرة تحت إدارة مصر مؤقتاً لحين الإعلان عن إتمام تسليمها إلى السعودية. هي جزيرة تقع في مدخل مضيق تيران الذي يفصل خليج العقبة عن البحر الأحمر. وذلك بعد جدل واسع حول السيادة على الجزيرتين بين البلدين. وبإتمام التصديق والنشر يتبقى فقط تبادل كلا البلدين رسائل التصديق، ومن ثم تدخل الاتفاقية حيز التنفيذ، ثم يُخطر الأمين العام للأمم المتحدة وفقاً لأحكام المادة 102 من ميثاق الأمم المتحدة.
تبعد الجزيرة عن جزيرة تيران بنحو 2.5 كيلو متر، وتبلغ مساحة الجزيرة 33 كم²، تمتاز الجزيرتان بالجزر والشعاب المرجانية العائمة. كما أنها مقصد لمحبي رياضات الغوص لصفاء مائها وجمال تشكيلاتها المرجانية، وبالرغم من وقوعها في مدخل مضيق تيران إلا أن خطوط الملاحة البحرية تمر من غربها من أمام شرم الشيخ، حيث أن تشكيل قاع البحر إلى شرقها وجزيرة تيران القريبة يجعل الملاحة مستحيلة.، وكانت نقطه للتجارة بين الهند وشرق آسيا وكان بها محطة بيزنطية لجبي الجمارك للبضائع.
طالبت المملكة العربية السعودية مصر بتبعية الجزيرة وجارتها تيران في أكثر من مناسبة، وفي 8 أبريل 2016 وقعت الحكومة المصرية والمملكة العربية السعودية اتفاقية تعيين الحدود البحرية بين البلدين والتي طبقاً لبنودها تقع الجزيرة داخل الحدود البحرية السعودية، إلا أن محكمة القضاء الإداري أصدرت حكمها في 21 يونيو 2016 ببطلان توقيع الاتفاقية، وأيدتها في ذلك دائرة فحصن الطعون بالمحكمة الإدارية العليا بحكمها الصادر في 16 يناير 2017، وقابل هذا المسار القضائي، أحكام قضائية لمسار قضائي موازي، تمثل في حكم محكمة الأمور المستعجلة الصادر في 2 أبريل 2017 بإسقاط أسباب حكم المحكمة الإدارية العليا واستمرار سريان الاتفاقية، وأيدها في ذلك حكم محكمة مستأنف الأمور المستعجلة الصادر في 28 مايو 2017، ما استدعى إصدار رئيس المحكمة الدستورية العليا أمراً وقتياً في 21 يونيو 2017، بوقف تنفيذ كلا الحُكمين للمسارين القضائيين، وذلك لحين الفصل في تنازع الأحكام القضائية. فيما أقر البرلمان المصري الاتفاقية في 14 يونيو 2017، وقام الرئيس المصري عبد الفتاح السيسي بالتصديق عليها في 17 يونيو 2017. ونشرت في الجريدة الرسمية في 17 أغسطس 2017، وفي 3 مارس 2018 قضت المحكمة الدستورية العليا بعدم الاعتداد بجميع الأحكام المتناقضة الصادرة من مجلس الدولة (محكمة القضاء الإداري، المحكمة الإدارية العليا) ومحكمة الأمور المستعجلة، في قضية ترسيم الحدود البحرية بين مصر والسعودية، ما يعني استمرار تطبيق اتفاقية ترسيم الحدود البحرية بين مصر والسعودية وعدم تغير موقفها القانوني.

## السيادة على الجزيرة
أثارت اتفاقية تعيين الحدود البحرية بين مصر والسعودية جدلاً واسعاً داخل المجتمع المصري فيما عرف بقضية تيران وصنافير، لما يترتب عليها من وقوع جزيرة صنافير وجارتها تيران داخل الحدود البحرية السعودية، حيث ظهر اختلاف وجدل بين طوائف الشعب المصري حول هذه الاتفاقية، انقسموا بين معارضين ومؤيدين لسريانها. قام المعارضين برفع قضية لإلغاء هذه الاتفاقية أمام محكمة القضاء الإداري وانتهى هذا المسار إلى قرار المحكمة الإدارية العليا ببطلان هذه الاتفاقية، وبشكل موازي قام المؤيدين للاتفاقية برفع قضية أمام محكمة الأمور المستعجلة، وانتهى هذا المسار إلى إسقاط أسباب حكم المحكمة الإدارية العليا القاضي ببطلان توقيع الاتفاقية، واستمرار سريانها، ومع وجود حكمين قضائيين متناقضين وافق مجلس الوزراء المصري على الاتفاقية وأحالها إلى مجلس النواب في 29 ديسمبر 2016، الذي وافق عليها بدوره بعد تصويت أجري بالجلسة العامة في 14 يونيو 2017، وصدق عليها الرئيس عبد الفتاح السيسي في 24 يونيو 2017، وحالياً لا تزال الاتفاقية معروضة أمام المحكمة الدستورية العليا. وفي 3 مارس 2018 قضت المحكمة الدستورية العليا بعدم الاعتداد بجميع الأحكام المتناقضة الصادرة من مجلس الدولة (محكمة القضاء الإداري، المحكمة الإدارية العليا) ومحكمة الأمور المستعجلة، في قضية ترسيم الحدود البحرية بين مصر والسعودية، ما يعني استمرار تطبيق اتفاقية ترسيم الحدود البحرية بين مصر والسعودية وعدم تغير موقفها القانوني.
في ديسمبر 2022، قامت بمصر بتعطيل تنفيذ الصفقة بسبب خلافات حول المساعدات العسكرية الأمريكية للقاهرة حسب مصادر إسرائيلية.